# Fruitdwergbladroller
De fruitdwergbladroller (Pammene argyrana) is een vlinder uit de familie bladrollers (Tortricidae). De wetenschappelijke naam is voor het eerst geldig gepubliceerd in 1799 door Hübner. De larve ontwikkelt zich in de gallen van onder meer Biorhiza pallida op eik. De waardplanten zijn Malus domestica, Pyrus communis, Prunus domestica, Prunus cerasifera en Quercus.
De soort komt voor in Europa.